# Відкритий чемпіонат США з тенісу 2017
Відкритий чемпіонат США з тенісу 2017 проходив з 28 серпня по 10 вересня 2017 року на відкритих кортах Тенісного центру імені Біллі Джин Кінг у парку Флашинг-Медоуз у районі Нью-Йорка Квінз. Це був четвертий, останній турнір Великого шолома календарного року.

## Перед турніром
В правила турніру внесено дві експериментальні зміни, які стосуватимуться кваліфікаційних змагань, змагань юніорів, спортсменів на візках та показових змагань. Буде введено часове обмеження, яке фіксуватиметься годинником, для боротьби з затягуванням часу та дозволено підказки тренерів. 
В одиночному розряді минулорічними чемпіонами були швейцарець Стен Вавринка та німкеня Анджелік Кербер. Вавринка знявся з турніру через травму коліна й вирішив завершити сезон.  
Крім Стена Вавринки у турнірі не брали участі провідні тенісисти і колишні чемпіони США: Новак Джокович (травма руки), Енді Маррей (травма стегна), Серена Вільямс (вагітність), Бетані Маттек-Сендс (травма коліна), Лаура Зігемунд (травма коліна), Ярослава Шведова.
Як у чоловіків, так і у жінок, вирішувалося, хто буде першою ракеткою світу.

## Огляд подій та досягнень
У чоловічому одиночному розряді минулорічний чемпіон Стен Вавринка не брав участі в турнірі через травму. Переміг іспанець Рафаель Надаль, для якого це був третій титул чемпіона США та 16-ий титул Великого шолома. Надаль також зберіг за собою звання першої ракетки світу. 
У жіночому одиночному розряді минулорічна чемпіонка Анджелік Кербер вибула вже в першому колі. Перемогла в турнірі несіяна американка Слоун Стівенс, для якої це був перший титул Великого шолома.  Право називатися першою ракеткою світу серед жінок за підсумками турніру здобула іспанка Гарбінє Мугуруса. 
У парному розряді чоловіків минулорічні чемпіони Джеймі Маррей та Бруно Соарес програли в чвертьфіналі. Турнір виграли Жан-Жульєн Роєр з Нідераландів та Горія Текеу з Румунії. Для обох це другий парний чоловічий титул Великого шолома і перший чемпіонат США. Кожен із них раніше вигравав турнір Великого шолома в міксті.
Минулорічні чемпіони парного жіночого розряду Луціє Шафарова та Бетані Маттек-Сендс не змогли захищати титул через травму Бетані. Шафарова грала в парі з Барборою Стрицовою. Ця пара програла в півфіналі. А перемогли в турнірі Мартіна Хінгіс та Чжань Юнжань. Для Чжань це перший титул Великого шолома. Хінгіс виграла парний турнір чемпіонату США втретє, і ця перемога принесла їй 13-ий парний титул у мейджорах.  
Минулорічні чемпіони міксту Мате Павич та Лаура Зігемунд не змогли відстоювати свій титул через травму Лаури. Турнір виграла швейцарсько-британська пара Мартіна Хінгіс / Джеймі Маррей, повторивши свій вімблдонський успіх. Для Хінгіс це були друга звитяга на чемпіонаті США і сьомий титул Великого шолома в цьому виді змагань. Маррі виграв чемпіонат США у міксті вперше, але загалом це був для нього вже третій мейджор у цьому виді змагань.
У парному турнірі серед дівчат Марта Костюк, граючи з Ольгою Данилович із Сербії, забезпечила один титул Україні.

## Результати фінальних матчів

### Дорослі
| Одиночний розряд. Чоловіки (Докладніше) |                                    |                   |
| Рафаель Надаль                          | Кевін Андерсон                     | 6-3, 6-3, 6-4     |
|                                         |                                    |                   |
| Одиночний розряд. Жінки (Докладніше)    |                                    |                   |
| Слоун Стівенс                           | Медісон Кіз                        | 6-3, 6-0          |
|                                         |                                    |                   |
| Парний розряд. Чоловіки (Докладніше)    |                                    |                   |
| Жан-Жульєн Роєр Горія Текеу             | Фелісіано Лопес Марк Лопес         | 6-4, 6-3          |
|                                         |                                    |                   |
| Парний розряд. Жінки (Докладніше)       |                                    |                   |
| Чжань Юнжань Мартіна Хінгіс             | Катержина Сінякова Луціє Градецька | 6-3, 6-2          |
|                                         |                                    |                   |
| Мікст (Докладніше)                      |                                    |                   |
| Мартіна Хінгіс Джеймі Маррей            | Чжань Хаоцін Майкл Вінус           | 6-1, 4 -6, [10-8] |
|                                         |                                    |                   |

### Юніори
| Одиночний розряд. Хлопці     |                        |                  |
| У Ібін                       | Аксель Хеллер          | 6-4, 6-4         |
|                              |                        |                  |
| Одиночний розряд. Дівчата    |                        |                  |
| Аманда Анісімова             | Корі Гофф              | 6-0, 6-2         |
|                              |                        |                  |
| Парний розряд. Хлопці        |                        |                  |
| Сю Юсьоу У Ібін              | Хоріє Тору Сімідзу Юта | 6-4, 5-7, [11-9] |
|                              |                        |                  |
| Парний розряд. Дівчата       |                        |                  |
| Ольга Данилович Марта Костюк | Леа Бошкович Ван Сію   | 6-1, 7-5         |
|                              |                        |                  |